# Al-Manar
Al-Manar (arab. ‏المنار‎ = „latarnia”) – libańska stacja telewizyjna. Jej właścicielem jest Hezbollah.

## Początki i finansowanie
Stacja powstała w 1991 r. w Bejrucie. Początkowo była to mała lokalna telewizja, ale rozwijała się błyskawicznie i w 1997 r. została zarejestrowana jako Libańska Grupa Medialna. Jej siedziba to sześciopiętrowy budynek niedaleko kwatery głównej Hezbollahu. Stacja zatrudnia kilkaset osób, a jej budżet wynosi 15 mln dol. rocznie. Nadaje non stop i jest drugą po katarskiej Al-Dżazirze najchętniej oglądaną stacją w świecie arabskim. Stacja finansowana jest głównie przez Iran (szacuje się, że Teheran przekazuje Partii Boga ok. 150 mln dol. rocznie), a także częściowo ze zbiórek pieniędzy wśród muzułmańskich społeczności z całego świata.

## Treść
Celem stacji jest wspieranie interesów i promowanie poglądów Hezbollahu. Nadaje oficjalne wystąpienia sekretarza generalnego Hezbollahu Hassana Nasrallaha i transmituje kazania.
Stacja wielokrotnie oskarżana była o promowanie terroryzmu i fundamentalizmu islamskiego. Na antenie można oglądać wywiady i spotkania z terrorystami mającymi zamiar wysadzić się w powietrze w „bohaterskich atakach na syjonistów”, wysłuchać apeli do wstępowania do Hezbollahu, Hamasu i Dżihadu czy powtarzanych do znudzenia piosenek z refrenem „śmierć Izraelowi i Ameryce”. W kilka dni po atakach z 11 września 2001 r. dziennikarze Al-Manar wylansowali teorię, że za zamachami stoi izraelski wywiad Mosad. Psychologiczną wojnę z Izraelem mają ułatwić nadawane na żywo zamachy na jego obywateli, co ma „osłabić morale izraelskiej armii”. – Syjoniści, nie jesteście i nigdy nie będziecie tu bezpieczni. Dla własnego dobra wracajcie do Europy i USA – radzi telewizja.
Al Manar to także trochę zwyczajnej telewizji – są wiadomości, programy religijne i rozrywka, np. kreskówki dla dzieci, w której Żydzi zostają przez Boga przykładnie ukarani za swoje grzechy – zmieniają się w świnie i małpy. Inną formą niewybrednej rozrywki są teleturnieje. – Jaki budynek powstały z jasnego piaskowca w 1792 r. jest źródłem większości niesprawiedliwych decyzji świata? – pyta prowadzący teleturniej „Misja”. Prawidłowa odpowiedź brzmi: Biały Dom.
Na kilka dni przed rozpoczęciem wojny z Irakiem sekretarz generalny Hezbollahu Hasan Nasr Allah zapowiadał: „Śmierć Ameryce! Przywitamy was bronią, krwią i samobójczymi zamachami!”. I odtąd ramówkę wypełniają głównie filmy przedstawiające martwych Irakijczyków z podpisem „Amerykańska wolność” i piosenki o Ameryce jako „matce wszelkiego terroryzmu i zła, która musi upaść”. Prezydenta Busha najczęściej porównuje się do Hitlera.
W 2001 r. szef „Latarni” Naif Kraim tak mówił o znaczeniu stacji dla Hezbollahu: al Manar to nasza broń polityczna, społeczna i kulturowa. W regionie, gdzie nadaje, wielu ludzi to analfabeci, telewizja jest więc wszechmocnym narzędziem propagandy. W połowie 2002 r. światowe gazety rozpisywały się o palestyńskiej samobójczyni Ajat al Achras, która przed śmiercią godzinami oglądała właśnie al Manar.

## Zakaz nadawania
Z powodu rozpowszechniania treści antysemickich Unia Europejska zdecydowała się zablokować stację Al-Manar, by nie nadawała swego programu korzystając z europejskich satelitów.
W grudniu 2004 r. stacja Al-Manar została zakazana przez francuskie władze. Została oskarżona o promowanie nienawiści i antysemityzmu, co jest we Francji przestępstwem. 13 grudnia francuska Conseil d’État (Rada Stanu), działając na prośbę władz francuskiej telewizji wydała zakaz nadawania dla tej stacji, nakazując by Eutelsat zaprzestał transmitowania programu we Francji.
17 grudnia 2004 r. Departament Stanu USA uznał al Manar za organizację terrorystyczną. Tego samego dnia zniknęła ona z nadajników satelitów firmy Intelsat. Na początku 2006 roku hiszpańska firma Hispamar usunęła „Latarnię” z satelity nadającego w północnej i południowej Ameryce.